# Édouard VI
Vous lisez un « bon article » labellisé en 2011.
Pour les autres membres de la famille, voir Généalogie des Tudors.
Édouard VI (né Edward, 12 octobre 1537 - 6 juillet 1553) est roi d'Angleterre et d'Irlande de 1547 à sa mort. Il est couronné le 20 février 1547 à l'âge de neuf ans, ce qui en fait l'un des plus jeunes souverains anglais. Il est le fils d'Henri VIII et de Jeanne Seymour, et devient le troisième souverain de la dynastie des Tudor ainsi que le premier souverain anglais né anglican à monter sur le trône.
Pendant tout son règne, le pouvoir est exercé par un conseil de régence, car il meurt avant d'avoir atteint sa majorité. Le Conseil est d'abord présidé par son oncle maternel Édouard Seymour, 1er duc de Somerset (de 1547 à 1549), puis par John Dudley, 1er comte de Warwick (de 1550 à 1553), qui devient plus tard duc de Northumberland.
Son règne s'accompagne de problèmes économiques et de troubles sociaux qui, en 1549, aboutissent à des émeutes et à une rébellion. En 1546, la guerre est engagée contre l'Écosse ; elle commence par un succès mais à cause d'une contre-attaque française sur Boulogne-sur-Mer, elle prend fin en août 1550, dans le cadre du Traité d'Outreau, par le retrait militaire de la ville. Bien qu’Henri VIII ait rompu le lien entre l'Église d'Angleterre et Rome, il n'a jamais admis de renoncer à la doctrine catholique ou à ses cérémonies. C'est pendant le règne d'Édouard que le calvinisme est établi pour la première fois en Angleterre avec des réformes qui comprennent l'abolition du célibat des prêtres et de la messe, la disparition des statues et vitraux des églises et l'imposition de l'anglais lors des offices. L'architecte de ces réformes est Thomas Cranmer, archevêque de Cantorbéry, dont le Book of Common Prayer (« Livre de la prière commune ») est toujours en vigueur.
Édouard tombe malade en janvier 1553 et, quand son entourage comprend qu'il arrive à la fin de sa vie, le conseil de régence et lui élaborent une lettre patente intitulée Devise for the Succession (un « Testament successoral ») pour tenter d'empêcher le pays de retourner au catholicisme. Édouard y nomme pour successeur sa cousine Jeanne Grey et écarte ainsi de la succession ses demi-sœurs, Marie (fille de la première épouse de son père, Catherine d'Aragon) et Élisabeth (fille d'Anne Boleyn). Cependant, cette lettre patente est reconnue comme acte de trahison selon les termes de la loi de Trahison de 1547. Jeanne ne monte sur le trône que neuf jours avant que Marie ne soit proclamée reine à son tour, selon le Troisième Acte de Succession. Cette dernière annule bon nombre des réformes religieuses de son frère.

## Biographie

### Naissance

Édouard VI enfant par Hans Holbein le Jeune, vers 1538.

Édouard naît le 12 octobre 1537 dans les appartements de sa mère, au château de Hampton Court, dans le Middlesex. Il est le fils du roi Henri VIII et de sa troisième épouse, Jeanne Seymour. Dans tout le royaume, le peuple salue la naissance d'un héritier mâle, « que nous attendions depuis si longtemps », avec joie et soulagement. Des Te Deums sont chantés dans les églises, des feux de joie allumés, et « plus de deux mille coups de canon sont tirés ce soir-là de la Tour ». Jeanne, qui paraît bien récupérer de l'accouchement, envoie des lettres pré-signées annonçant la naissance d'« un prince, conçu dans la plus stricte légitimité du mariage entre mon Seigneur, sa Majesté le Roi, et nous ». Édouard est baptisé le 15 octobre, avec la princesse Marie comme marraine et la princesse Élisabeth portant le saint chrême, et le roi d'armes de l'ordre de la Jarretière le proclame duc de Cornouailles et comte de Chester. Jeanne Seymour, cependant, tombe malade le 23 octobre de possibles complications postnatales et meurt la nuit suivante. Henri VIII écrit alors au roi de France François Ier que « la Divine Providence… a mêlé à [sa] joie l'amertume de la mort de celle qui [lui] a apporté ce bonheur ».

### Éducation

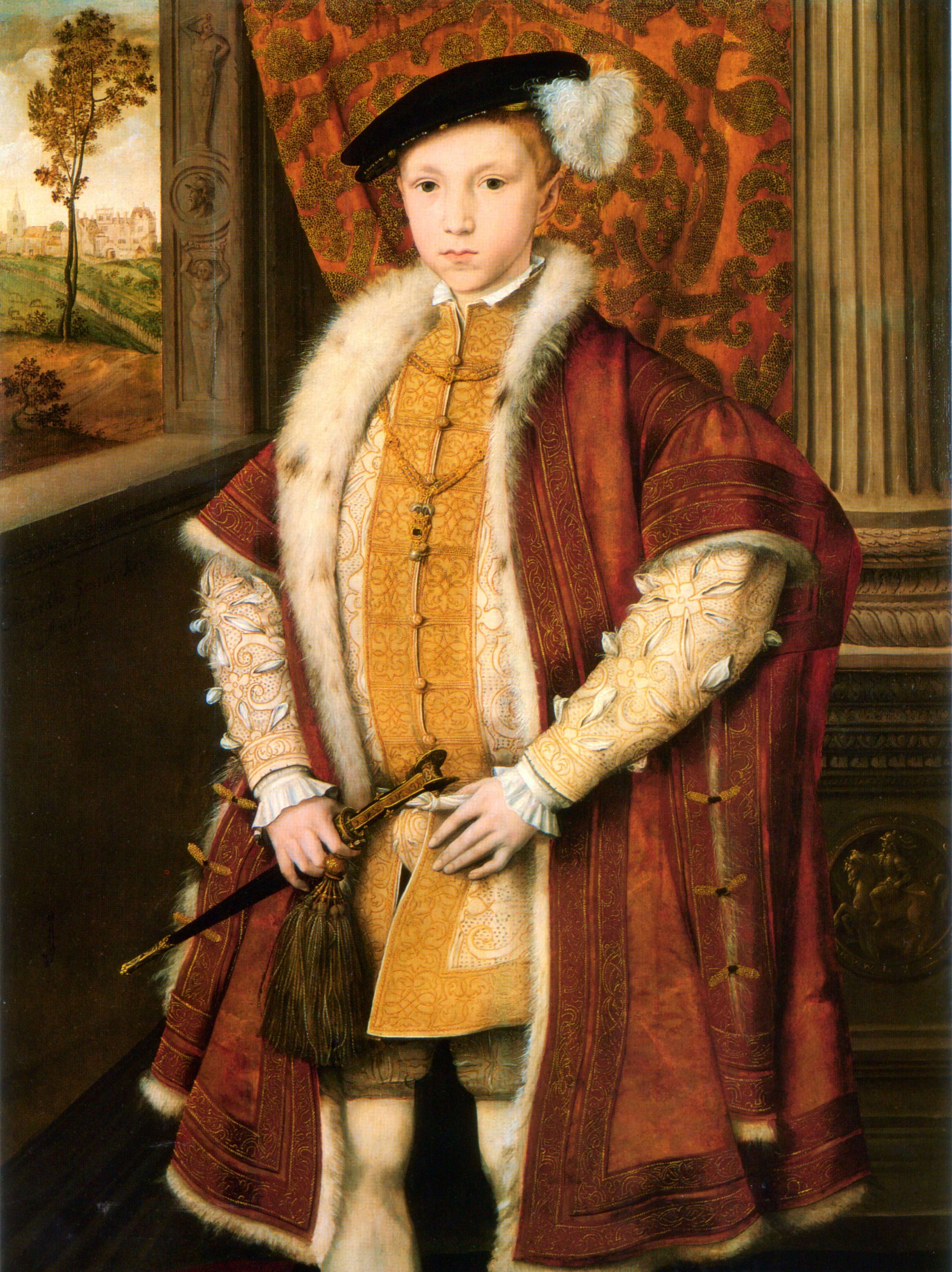
Le prince Édouard à l'âge de 9 ans.

Édouard est un bébé en bonne santé qui s'alimente bien. Son père est très heureux avec lui ; en mai 1538, on voit le roi « jouer avec lui dans les bras… en le tenant devant une fenêtre à la vue et au plus grand plaisir de la population ». Au mois de septembre la même année, le lord chancelier Thomas Audley note une croissance rapide et vigoureuse d'Édouard ; d'autres comptes-rendus le décrivent comme un enfant grand et joyeux. La légende selon laquelle il était un garçon chétif a été contestée par certains historiens. À l'âge de quatre ans, il tombe malade d'une « fièvre quarte » qui met sa vie en danger, mais, en dépit de maladies occasionnelles et d'une mauvaise vue, il jouit d'une bonne santé générale jusqu'aux six derniers mois de sa vie.
Édouard est d'abord confié à Margaret Bryan, « maîtresse dame » de la maison du prince. Puis, celle-ci est remplacée par Blanche Herbert, Lady Troy (en). Jusqu'à l'âge de six ans, Édouard est élevé, comme il le dit plus tard dans sa chronique, « parmi les femmes », entouré de ses demi-sœurs à Hatfield Palace. Le mode de vie et l'environnement d'Édouard sont d'abord confiés à William Sidney (en), puis à Richard Page, le beau-père de l'épouse d'Édouard Seymour, Anne Stanhope. Henri demande des normes rigoureuses de sécurité et de propreté dans la maison de son fils, soulignant qu'Édouard est « le bijou le plus précieux de tout le royaume ». Les visiteurs décrivent le prince, qui est richement fourni en jouets et moyens, y compris sa propre troupe de jongleurs, comme un enfant heureux.
Dès l'âge de six ans, à Hatfield Palace, Édouard commence à recevoir l'enseignement de Richard Cox et de John Cheke (en). Comme il le rappelle plus tard, son éducation se concentre alors sur « l'apprentissage des langues, de l'écriture, de la philosophie, et de toutes les sciences libérales » ; il suit les cours du tuteur d'Élisabeth, Roger Ascham, et de Jean Belmain, qui lui apprend le français, l'espagnol et l'italien. On sait qu'il étudie aussi la géométrie et apprend à jouer d'instruments de musique, comme le luth et le virginal. Il rassemble des globes terrestres et des cartes géographiques et, selon l'historien C. E. Challis, acquiert des connaissances des affaires monétaires qui témoignent d'une haute intelligence. Son éducation religieuse est supposée avoir favorisé ses réformes. Son enseignement religieux est d'abord probablement assuré par l'archevêque Thomas Cranmer, un réformateur de premier plan. Cox et Cheke sont des catholiques partisans d'Érasme et sont exilés plus tard sous le règne de Marie Ire. En 1549, Édouard écrit un traité présentant le pape comme l'Antéchrist et prend des décisions éclairées sur les controverses théologiques. De nombreux aspects de la religion d'Édouard sont essentiellement catholiques dans ses premières années, comme la célébration de la messe et la vénération des images et des reliques des saints.
Ses deux sœurs sont très attentionnées envers lui et lui rendent souvent visite — à une occasion, Élisabeth lui donne ainsi une chemise « faite par ses soins ». Édouard a « un attachement particulier » pour Marie, même s'il désapprouve son goût pour les danses étrangères. « Je vous aime beaucoup » lui écrit-il en 1546.
En 1543, Henri VIII invite ses enfants à passer Noël avec lui, en signe de réconciliation avec ses filles, qu'il a précédemment illégitimées et déshéritées. Au printemps suivant, il les remet à leur place dans l'ordre de succession avec le Troisième Acte de Succession et prévoit également un Conseil de régence pendant la minorité d'Édouard. Cette harmonie familiale inhabituelle doit peut-être beaucoup à l'influence de la nouvelle épouse d'Henri, Catherine Parr, qu'Édouard apprécie énormément. Il l'appelle sa « mère la plus chère » et, en septembre 1546, il lui écrit : « J'ai reçu tant de bienfaits de vous que mon esprit peut à peine les saisir ».
D'autres enfants sont amenés à jouer avec le prince, dont la petite-fille de son chambellan William Sidney qui, à l'âge adulte, se souvient d'Édouard comme d'« un enfant merveilleusement tendre, au comportement doux et généreux ». Le prince fait ses études avec des fils de nobles, choisis pour l'assister dans ce qui est une sorte de cour miniature. Parmi ces derniers, Barnaby Fitzpatrick (1533 – 1581), fils d'un pair d'Irlande, qui devient un ami proche et durable. Édouard est plus soucieux de ses devoirs que ses camarades de classe et semble les avoir surpassés, motivé par sa volonté de faire son « devoir » et de rivaliser avec les prouesses académiques de sa sœur Élisabeth qui, en plus de son propre cursus, bénéficie de l'instruction et des matières enseignées au futur roi. Son cadre de vie est splendide : sa chambre est tapissée de coûteuses tapisseries flamandes et ses vêtements, livres et couverts sont incrustés de pierres précieuses et d'or. Comme son père, Édouard est fasciné par les arts militaires et de nombreux portraits de lui le montrent portant un poignard d'or avec un manche en pierres précieuses, à l'imitation du souverain. Ses chroniques décrivent avec enthousiasme les détails des campagnes militaires anglaises contre l'Écosse et la France et les exploits de l'Angleterre, comme la bataille de Pinkie Cleugh à Musselburgh en 1547.

### Rough Wooing

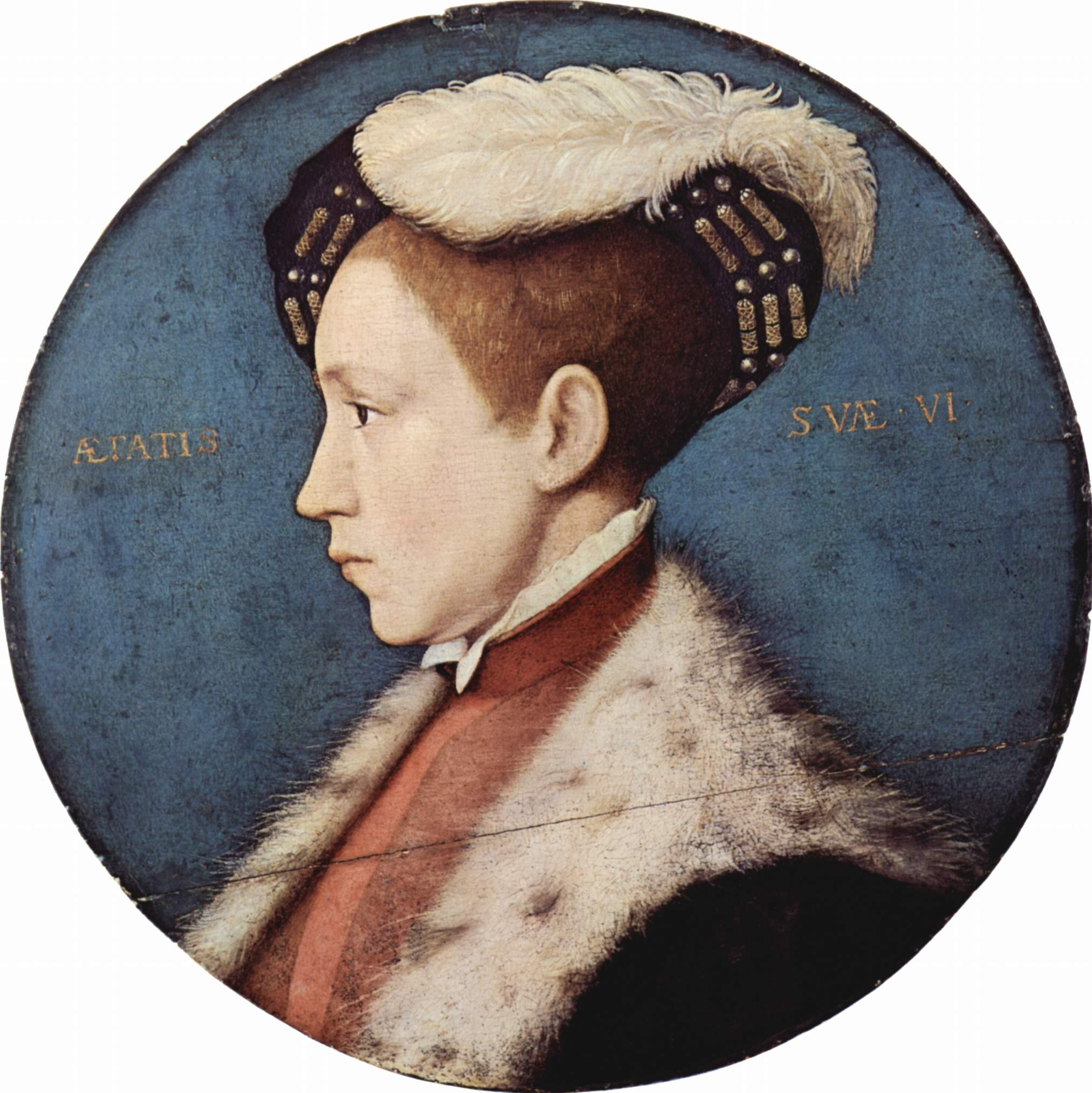
Miniature d'Édouard par un artiste inconnu, vers 1543-1546.

Le 1er juillet 1543, Henri VIII signe le traité de Greenwich avec les Écossais, faisant la paix en fiançant Édouard avec la reine Marie Ire d'Écosse, alors âgée de sept mois. En effet, depuis leur défaite de Solway Moss au mois de novembre précédent, les Écossais s'étaient trouvés en position de faiblesse et Henri, qui cherchait à réunir les deux royaumes, avait fait stipuler que Marie devait lui être remise pour faire son éducation en Angleterre. Cependant, lorsque le Parlement écossais rejette le traité en décembre 1543 et renouvelle leur alliance avec la France, Henri VIII est furieux. L'accord signé inclut la promesse de mariage de Marie Ire d'Écosse et du futur roi de France François II, ainsi que la protection de l’Écosse par la France. En avril 1544, Henri VIII ordonne à son beau-frère, Édouard Seymour, comte de Hertford, d'envahir l'Écosse et de « mettre tout à feu et à sang, de brûler la ville d'Édimbourg, puis de la raser et de la faire disparaître après avoir pris tout ce [qu'il aura] pu, et que cela reste à jamais un souvenir de la vengeance de Dieu tombée sur [eux] pour leur mensonge et leur déloyauté ». Seymour répond à la trahison par la campagne la plus sauvage jamais lancée par les Anglais contre les Écossais. La guerre, qui se poursuit sous le règne d'Édouard, est aujourd'hui connue sous le nom de Rough Wooing.

## Accession au trône

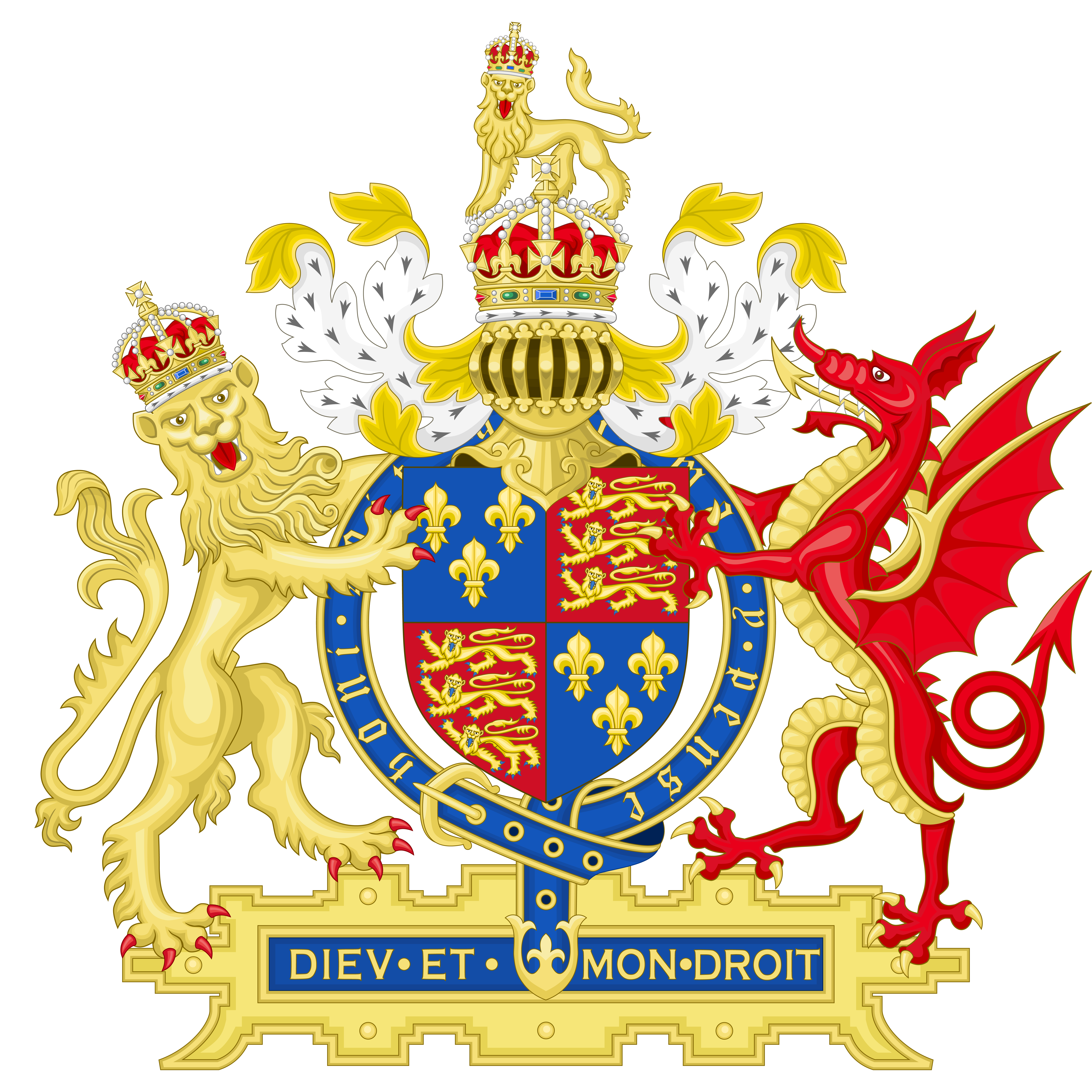
Le Blason officiel de Henri VIII pendant son règne.

Le 10 janvier 1547, Édouard écrit à son père et à Catherine Parr, depuis Hertford, les remerciant pour leur portrait reçu comme cadeau à l'occasion de la nouvelle année. Quelques jours après, le 28 janvier 1547, Henri VIII meurt. Les proches du trône, dirigés par Édouard Seymour et William Paget, acceptent de retarder l'annonce de la mort du roi afin de pouvoir prendre des mesures pour une succession en douceur. Seymour et Anthony Browne, le maître de cavalerie, vont chercher Édouard à Hertford et l'amènent à Enfield, où vit la princesse Élisabeth. Le prince et la princesse sont alors informés de la mort de leur père et entendent la lecture du testament. Le 31 janvier, le lord chancelier, Thomas Wriothesley, annonce officiellement la mort d'Henri au Parlement et lit les proclamations pour mettre en route sa succession par Édouard. Le nouveau roi est amené à la tour de Londres, où il est accueilli à « grands coups de canon venant de tous les lieux où il y en a, aussi bien de la Tour que des navires ». Le lendemain, les nobles du royaume viennent s'incliner devant le jeune roi à la tour de Londres, et on annonce que Seymour est nommé protecteur du Souverain. Henri VIII est inhumé dans la chapelle Saint-Georges de Windsor le 16 février, dans la même tombe que Jeanne Seymour, comme il l'a souhaité.
Édouard VI est couronné à l'abbaye de Westminster quatre jours plus tard, le dimanche 20 février, à l'âge de neuf ans ; c'est le premier couronnement en Angleterre depuis près de 40 ans. Les cérémonies sont raccourcies en raison de leurs longueurs « fastidieuses qui pourraient fatiguer et énerver sa Majesté le Roi, qui est encore dans un âge tendre », et aussi parce que la Réforme a rendu certaines d'entre elles inappropriées. La veille du couronnement, Édouard se rend à cheval de la tour au palais de Westminster, acclamé par la foule qui se presse sur son passage, et le trajet est agrémenté de spectacles dont beaucoup sont basés sur des reconstitutions historiques pour un jeune roi précédent, Henri VI. Il rit au spectacle d'un funambule espagnol qui « bondit et s'amuse avec de nombreux jolis jouets » devant la cathédrale Saint-Paul. Au cours de la cérémonie, Cranmer confirme la suprématie royale et appelle Édouard un second Josué, lui demandant de poursuivre la réforme de l'Église d'Angleterre, « de débarrasser ses sujets de la tyrannie des évêques de Rome en les bannissant et d'enlever leurs images ». Après la cérémonie, Édouard préside un banquet dans la grande salle de Westminster, où, comme il le rappelle dans ses Chroniques, il dîne avec sa couronne sur la tête.

## Protectorat de Somerset

### Conseil de régence
Dans son testament, Henri VIII a nommé seize exécuteurs testamentaires, qui doivent agir en tant que conseillers d'Édouard jusqu'à ce qu'il atteigne l'âge de 18 ans. Ces exécuteurs testamentaires sont assistés par douze hommes « de conseil » qui doivent seconder les exécuteurs testamentaires en cas de besoin. Les dernières volontés d'Henri VIII sur le sujet font l'objet de controverses. Certains historiens suggèrent que les proches du roi ont manipulé le souverain ou le testament pour pouvoir s'assurer le pouvoir, à la fois matériel et religieux. D'ailleurs, la composition de la Chambre privée a été changée vers la fin de 1546 en faveur des partisans de la Réforme. En outre, deux chefs conservateurs membres du Conseil privé sont retirés du pouvoir central. Étienne Gardiner s'est vu refuser l'accès au roi Henri lors de ses derniers mois. Thomas Howard, 3e duc de Norfolk, s'est vu accuser de trahison. La veille de la mort du roi, ses vastes domaines sont saisis, ce qui les rend disponibles pour une redistribution, et le duc passe la totalité du règne d'Édouard à la tour de Londres. D'autres historiens soutiennent que l'exclusion de Gardiner est basée sur des éléments autres que religieux, que Norfolk n'est pas particulièrement conservateur sur le plan religieux, que d'autres conservateurs sont restés au Conseil et que le radicalisme d'hommes tels qu'Anthony Denny, qui contrôle le timbre sec qui reproduit la signature du roi, est sujet à discussion. Quoi qu'il en soit, la mort d'Henri est suivie par une prodigieuse distribution de terres et d'honneurs au nouveau groupe au pouvoir. Le testament contient une clause de cadeaux illimités, ajoutée à la dernière minute, qui permet aux exécuteurs testamentaires d'Henri de distribuer librement terres et honneurs à eux-mêmes et aux membres de la Cour, en particulier à Édouard Seymour, premier comte de Hertford, qui est devenu le lord-protecteur du royaume, gouverneur de la personne du roi et duc de Somerset.

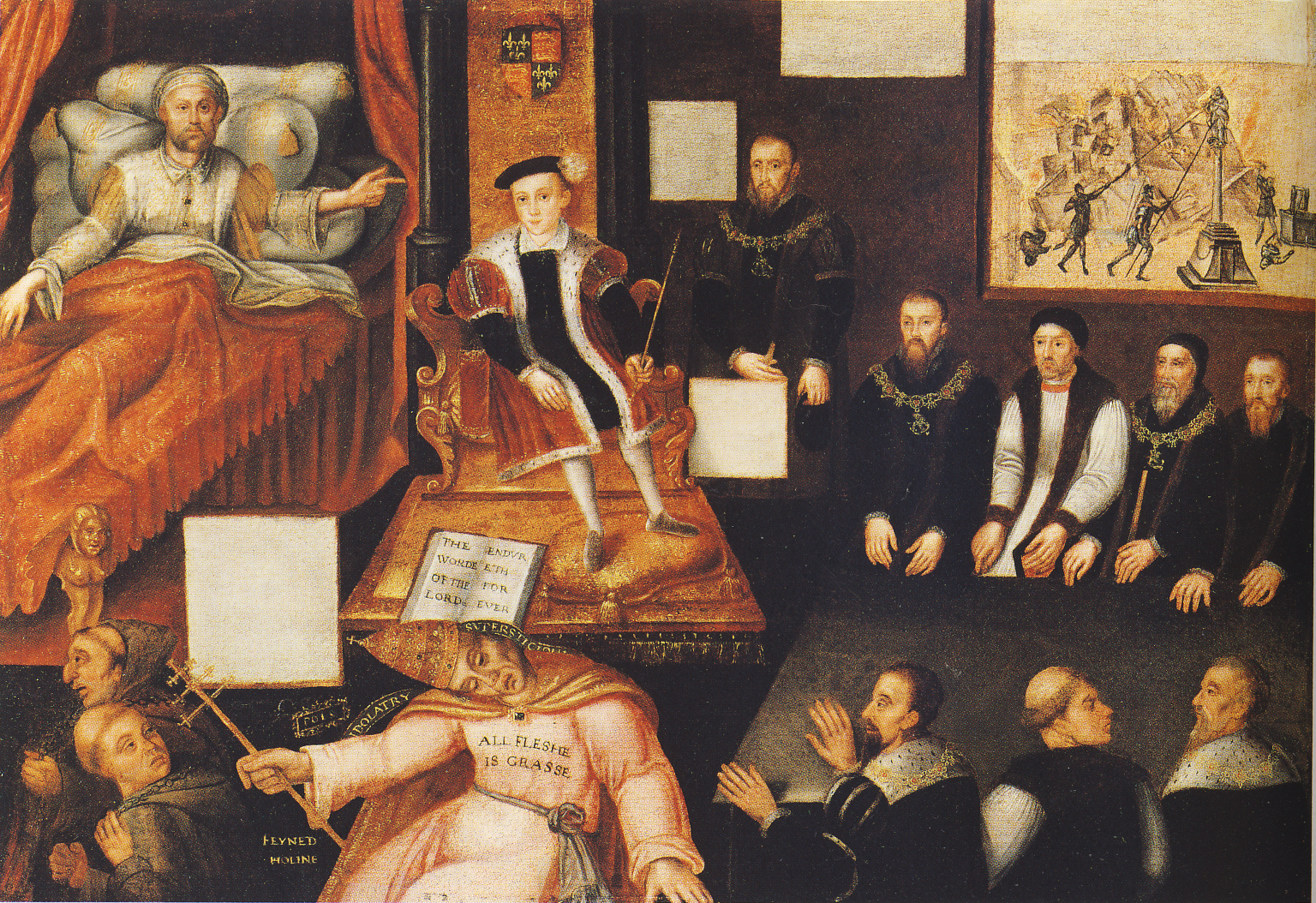
Édouard VI et le Pape : Une allégorie de la Réforme. Cette œuvre de l'époque élisabéthaine montre le passage du pouvoir d'Henri VIII, qui repose sur son lit de mort à Édouard VI, assis à côté de lui avec un pape s'effondrant à ses pieds. À côté d'Édouard, son oncle, le lord-protecteur Édouard Seymour, et les membres du Conseil privé.

En fait, Henri VIII ne prévoyait pas la nomination d'un protecteur. Il a confié le gouvernement du royaume pendant la minorité de son fils à un conseil de régence qui dirige collectivement, par décision majoritaire de ses membres qui ont tous les mêmes droits. Néanmoins, quelques jours après la mort d'Henri, le 4 février, les exécuteurs testamentaires choisissent d'investir Édouard Seymour, qui ne siège pas officiellement au Conseil, du pouvoir royal. Treize des seize conseillers (les autres sont absents) acceptent sa nomination comme protecteur, en justifiant leur décision commune « de par l'autorité » de la volonté d'Henri. Seymour a peut-être en fait passé un accord avec certains de ces exécuteurs testamentaires, qui ont presque tous reçus des pots-de-vin. Le fait est connu pour William Paget, secrétaire privé d'Henri VIII et il s'est assuré l'appui d’Anthony Browne, de la chambre privée.
La nomination de Seymour est conforme aux précédents historiques et son rôle est d'autant plus facilement admis qu'il est auréolé de ses succès militaires en Écosse et en France. En mars 1547, il obtient des lettres patentes du roi Édouard, lui accordant le droit presque monarchique de nommer lui-même les membres du Conseil privé et de les consulter uniquement quand il le veut. Selon les mots de l'historien Geoffrey Elton, « à partir de ce moment, le système est autocratique ». Seymour gouverne en grande partie par décret, ne laissant au Conseil privé guère plus de pouvoir que d'entériner ses décisions.
La prise du pouvoir par Somerset est efficace et sans heurt. L'ambassadeur impérial, Van der Delft, indique qu'il « régit absolument tout », Paget lui servant de secrétaire, mais il prédit des problèmes à John Dudley, vicomte Lisle, qui a récemment été nommé comte de Warwick lors de la distribution de titres. En fait, dans les premières semaines de son protectorat, Somerset n'est contesté que par le lord chancelier, Thomas Wriothesley, dont l'octroi du titre de comte de Southampton n'a évidemment pas suffi à acheter le silence, et par son propre frère. Religieux conservateur, Wriothesley s'oppose à l'hypothèse du pouvoir monarchique de Somerset sur le Conseil. Il se trouve alors brutalement démis de son poste et obligé de vendre certaines de ses charges aux autres délégués.

### Thomas Seymour

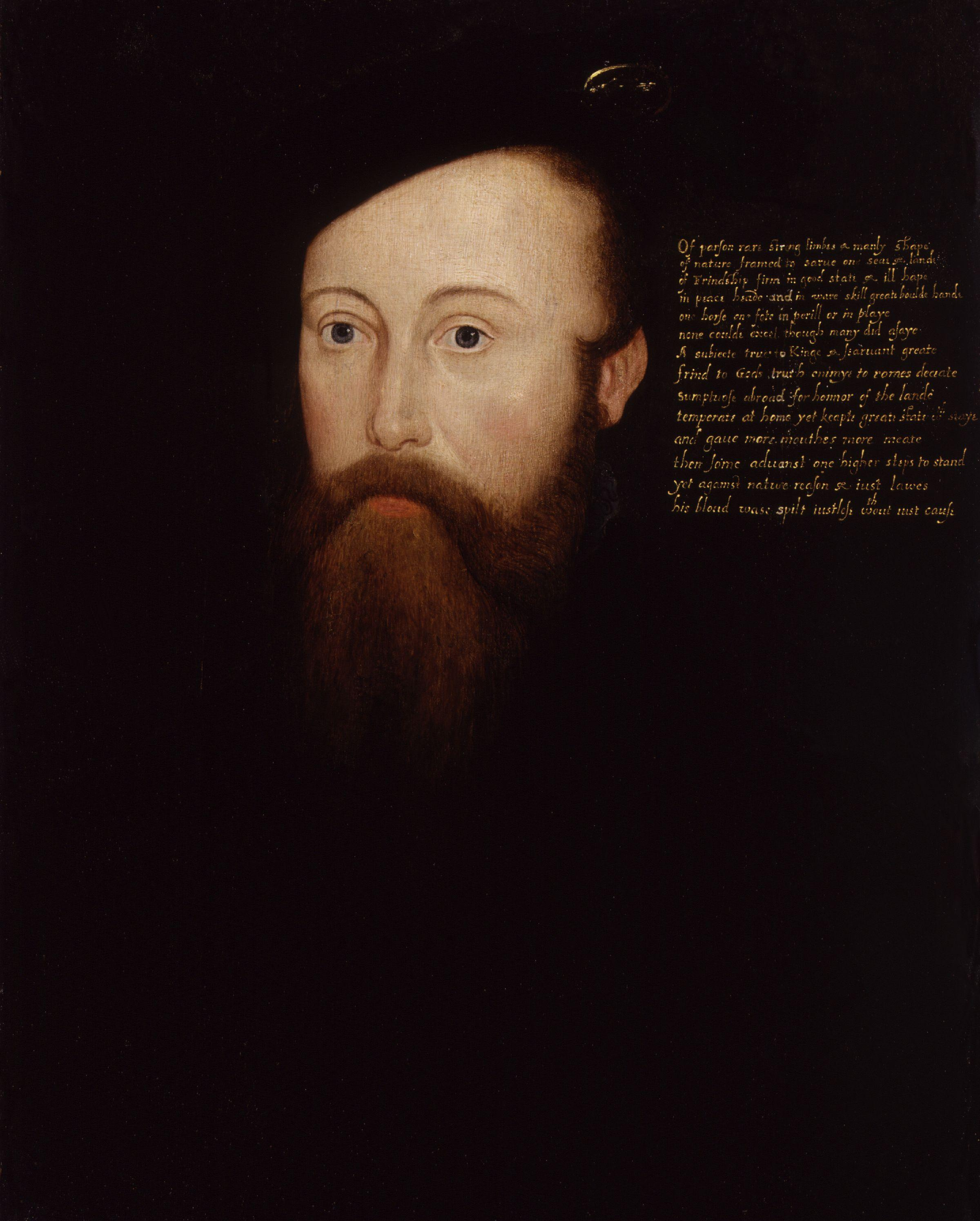
Thomas Seymour, lord de l'Amirauté et frère d'Édouard Seymour.

Comme dit précédemment, Somerset doit faire face à l'opposition difficilement contrôlable de son frère cadet, Thomas Seymour, qui est décrit comme un « ver dans le fruit ». Oncle du roi, Thomas Seymour demande à être nommé gouverneur du souverain et prétend à une plus grande part du pouvoir. Somerset tente d'acheter son frère en lui offrant une baronnie, le poste de lord de l'Amirauté et un siège au Conseil privé mais Thomas continue à comploter pour prendre le pouvoir. Il commence par offrir de l'argent de poche au jeune roi à l'insu de tous et lui explique que son frère tient les cordons de la bourse trop serrés, faisant ainsi de lui un « roi mendiant ». Il invite également le souverain à se débarrasser de son protecteur dans un délai de deux ans et à « exercer le pouvoir comme les autres rois le font », mais Édouard, habitué à s'en remettre au Conseil, ne coopère pas. Cependant, en avril, en utilisant l'appui d'Édouard pour contourner l'opposition de son frère, Thomas épouse secrètement Catherine Parr, la veuve d'Henri VIII, qui est notamment la tutrice de Jeanne Grey, âgée de 11 ans à l'époque, et de la princesse Élisabeth, 13 ans.
Au cours de l'été 1548, Catherine Parr, enceinte, découvre Thomas embrassant la princesse Élisabeth. Par la suite, Élisabeth est retirée de chez elle et transférée chez Anthony Denny. En septembre, Catherine Parr meurt en couches et Thomas Seymour reprend rapidement sa cour auprès d'Élisabeth, lui écrivant et lui proposant de l'épouser. Élisabeth répond positivement à ses avances mais se heurte au refus d'Édouard, qui n'est pas prêt à accepter une telle union, sauf autorisation du Conseil. En janvier 1549, le Conseil fait arrêter Thomas Seymour pour des motifs divers, comme des détournements de fonds à la Monnaie Royale de Bristol. Le jeune roi Édouard, que Seymour est accusé d'avoir voulu marier à Jeanne Grey, témoigne au sujet de l'argent de poche. L'absence de preuves claires de trahison excluant toute possibilité de procès, Seymour est condamné à mort par une loi votée par le Parlement (Bill of attainder) que le roi doit signer et est décapité le 20 mars 1549.

### Guerre contre l'Écosse
Somerset est un habile soldat, comme il l'a démontré au cours de son expédition en Écosse et lors de la défense de Boulogne-sur-Mer, en 1546. Dès le début de ses fonctions, son intérêt en tant que protecteur se porte principalement sur la guerre contre l'Écosse. Après une victoire écrasante à la bataille de Pinkie Cleugh, en septembre 1547, il a créé un réseau de garnisons en Écosse, qui s'étend au nord jusqu'à Dundee. Malgré ses premiers succès, il perd rapidement le contrôle de la situation et son objectif d'union des deux royaumes par la conquête du second apparaît de plus en plus irréaliste. Les Écossais s'allient à la France, qui envoie des renforts pour défendre Édimbourg en 1548, tandis que Marie, reine d'Écosse, est enlevée et envoyée en France où elle est fiancée au dauphin. Le coût du maintien d'importantes troupes et garnisons en Écosse devient également une charge insupportable pour les finances royales. Enfin, une attaque française sur Boulogne en août 1549 contraint Somerset à entamer un retrait d'Écosse.

### Rébellion

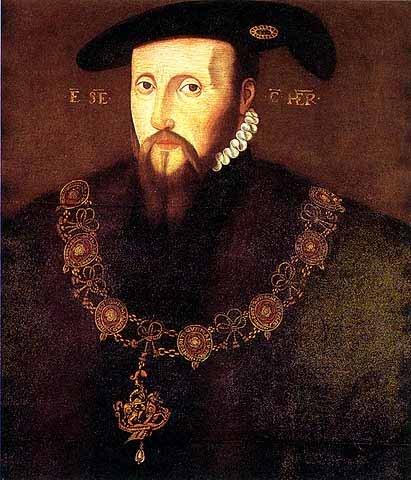
Édouard Seymour, duc de Somerset et oncle d'Édouard VI, dirige l'Angleterre en tant que lord-protecteur de son neveu de 1547 à 1549.

Au cours de l'année 1548, l'Angleterre connaît des troubles sociaux. À partir du mois d'avril 1549 éclate une série de révoltes armées, alimentées par divers griefs religieux et agraires. Les deux rébellions les plus graves, qui nécessitent une vaste intervention militaire pour y mettre fin, ont lieu dans le Devon et les Cornouailles d'un côté et dans le Norfolk de l'autre. La première, appelée parfois la « révolte du Livre de la prière », est surtout due à l'obligation faite de célébrer les offices religieux en anglais et non plus en latin, et la seconde, dirigée par un commerçant appelé Robert Kett, principalement à l'empiètement de grands propriétaires sur les pâturages communaux. La complexité de cette agitation sociale vient de ce que les manifestants pensent agir légitimement contre les propriétaires avec l'appui du lord-protecteur, convaincus que les propriétaires sont les contrevenants.
Le même soutien aux foyers d'agitation s'exprime dans tout le pays et pas seulement dans le Norfolk et à l'ouest. L'origine du fait que la population croit que Somerset la soutient se trouve en partie dans sa série de décrets parfois libéraux, souvent contradictoires, et en partie par le manque de coordination des activités des commissions qu'il a envoyées en 1548 et 1549 pour enquêter sur les griefs liés aux pertes de terrains, l'empiétement des grands troupeaux de moutons paissant sur des terres communes, et autres questions similaires. Les commissions d'enquête diligentées par Somerset sont dirigées par un député protestant évangélique appelé John Hales (en), dont la rhétorique libérale lie la question des clôtures à la théologie réformée et à la notion de communauté divine. Les groupes locaux supposent souvent que les conclusions de ces commissions leur donnent le droit d'agir eux-mêmes contre les propriétaires en infraction. Le roi Édouard écrit dans sa Chronique que les soulèvements de 1549 commencent « à cause de certaines commissions qui sont envoyées sur place pour arracher les clôtures ».
Quel que soit le point de vue de Somerset, les événements catastrophiques de 1549 sont considérés comme une preuve d'un échec colossal de son gouvernement et le Conseil lui en fait porter la responsabilité. En juillet 1549, Paget écrit à Somerset : « Vos mesures ont déplu à tous les membres du Conseil… plût à Dieu que vous eussiez chaudement poursuivi l'affaire dès la première agitation, et fait solennellement appliquer la justice à la terreur des autres… ».

### Chute de Somerset
Les événements qui conduisent à la chute de Somerset ont souvent été qualifiés de « coup d'État ». Le 1er octobre 1549, Somerset est averti que son pouvoir est fortement menacé. Il émet une proclamation appelant à l'aide, s'empare de la personne du roi et se retire, par mesure de sécurité, dans l'enceinte fortifiée du château de Windsor, où Édouard écrit, « Je crois que je suis en prison ». Pendant ce temps, l'ensemble du Conseil publie le détail des erreurs de gouvernement de Somerset. Les conseillers déclarent clairement que les pouvoirs du protecteur viennent d'eux et pas de la volonté d'Henri VIII. Le 11 octobre, le Conseil fait arrêter Somerset et amène le roi à Richmond. Édouard résume les accusations portées contre Somerset, dans sa Chronique : « Ambition, suffisance, déclaration de guerres éclair dans ma jeunesse, air négligent sur Newhaven, enrichissement personnel à mes dépens, ne suit que ses idées et fait tout de son propre chef, etc. » En février 1550, John Dudley, comte de Warwick, émerge comme chef du Conseil et est nommé successeur de Somerset. Bien que ce dernier soit libéré de prison et renommé au Conseil, il est exécuté pour trahison en janvier 1552 après avoir comploté pour renverser le gouvernement de Dudley. Édouard note ainsi la mort de son oncle dans sa Chronique : « Le duc de Somerset a la tête coupée sur la colline de la Tour entre huit et neuf heures du matin ».
Les historiens ont des opinions contrastées sur le gouvernement de Somerset, opposant les capacités d'organisation de certains de ses alliés tels que Paget, son directeur de cabinet, avec l'ineptie de son propre commandement. À l'automne 1549, ses guerres coûteuses ont perdu leur effet d'entraînement, menant la Couronne à la ruine financière et conduisant à des émeutes et des révoltes dans tout le pays. Jusqu'à ces dernières décennies, la réputation de Somerset auprès des historiens était pourtant très bonne, en raison de ses nombreuses proclamations en faveur du peuple contre une classe de propriétaires terriens avides. Plus récemment, cependant, on le dépeint souvent comme un dirigeant arrogant et distant, manquant de compétences politiques et administratives.

## Northumberland au pouvoir
Contrairement à Somerset, John Dudley, comte de Warwick, qui est fait duc de Northumberland en 1551, était autrefois considéré par les historiens comme un intrigant qui s'était élevé et enrichi au détriment de la Couronne. Depuis les années 1970, les réalisations administratives et économiques de son gouvernement sont reconnues et il est maintenant crédité de la restauration de l'autorité du Conseil royal et du retour des finances à l'équilibre après le désastre du protectorat de Somerset.

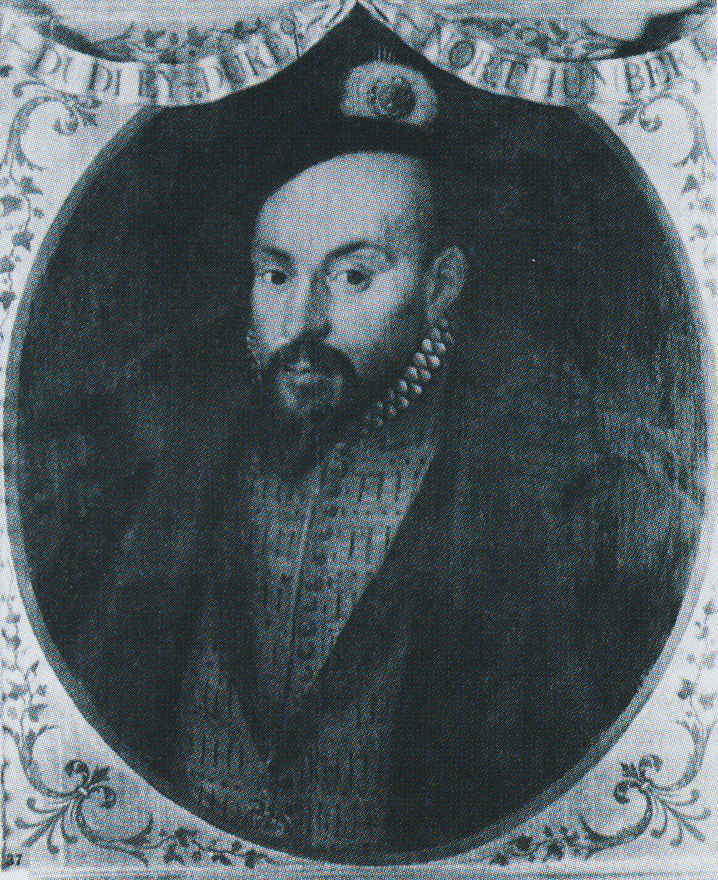
John Dudley, comte de Warwick, plus tard 1er duc de Northumberland, dirige le Conseil privé après la chute de Somerset.

Le chef des conservateurs, Thomas Wriothesley, 1er comte de Southampton, et ses partisans s'allient aux partisans de Dudley pour créer un Conseil uni, que Wriothesley et des observateurs comme l'ambassadeur de Charles Quint, l'empereur du Saint-Empire, pensent pouvoir utiliser pour inverser la politique religieuse de Somerset. Warwick, pour sa part, pense que les convictions protestantes du roi sont suffisamment solides et explique qu'Édouard est mûr pour se prononcer librement mais, surtout, il profite de la situation pour prendre discrètement avec ses fidèles le contrôle de la Chambre privée. Paget, qui reçoit une baronnie, passe dans le camp de Warwick car il se rend compte que la politique conservatrice ne peut pas faire revenir Charles Quint sur son soutien aux Français dans l'affaire de Boulogne. Southampton, en préparant le dossier à charge pour faire condamner Somerset, cherche à discréditer Warwick en expliquant que toutes les décisions de Somerset ont été prises avec son appui. En réaction, Warwick convainc le Parlement de libérer Somerset, ce qui est fait le 14 janvier 1550. Warwick peut alors exclure Southampton et ses partisans du Conseil après avoir obtenu le soutien d'une majorité de ses membres en échange de titres et se faire nommer lord président du Conseil et grand maître de la maison du roi. Même s'il n'a pas le titre de protecteur, il est maintenant clairement à la tête du gouvernement.
En grandissant, Édouard s'intéresse de plus en plus aux affaires du gouvernement. Cependant, son implication effective dans les décisions a longtemps été sujette à débat et les historiens du XXe siècle ont envisagé toute une série de possibilités, faisant de lui « d'une simple marionnette à un roi mature, précoce et adulte », selon Stephen Alford. Un « Conseil d'État » spécial est créé lorsque Édouard a quatorze ans et le roi en choisit lui-même les membres. Édouard assiste aux réunions hebdomadaires du Conseil, « pour entendre les débats sur les choses les plus importantes ». Un des principaux points de contact du roi avec le pouvoir est la Chambre privée et Édouard y travaille en étroite collaboration avec William Cecil et William Petre (en), les deux secrétaires principaux. L'influence du roi est très forte en matière de religion et le Conseil applique la politique très anglicane qu'Édouard encourage.
Le mode de gouvernement du duc de Northumberland est très différent de celui de Somerset. Soucieux de gouverner avec une majorité de conseillers, il encourage le Conseil à travailler et l'utilise pour légitimer son autorité. Sans lien du sang avec le roi, il prend la précaution de faire entrer quelques-uns de ses partisans au Conseil pour le contrôler. Il ajoute également des membres de sa famille à la maison royale. Il comprend que, pour dominer personnellement, il lui faut prendre un contrôle total du Conseil. Selon les mots de l'historien John Guy, « comme Somerset, il est devenu quasi-roi, mais à la différence près qu'il réussit à diriger la bureaucratie en faisant croire qu'Édouard a pris le pouvoir, alors que Somerset se considérait presque comme le souverain en étant le protecteur ».
La politique de Warwick en matière de guerre est plus pragmatique que celle de Somerset, ce qui lui vaut des reproches de faiblesse. En 1550, il signe le traité d'Outreau avec la France, accepte de se retirer de Boulogne et rappelle toutes les garnisons anglaises d'Écosse. En 1551, Édouard est fiancé à Élisabeth de Valois, fille du roi de France Henri II. Pragmatique, il se rend compte que l'Angleterre ne peut plus supporter le coût des guerres. À l'intérieur, il prend des mesures de police contre les troubles locaux. Pour prévenir les révoltes futures, il laisse en permanence des représentants de la couronne dans les localités, dont les Lords Lieutenants, qui commandent les forces militaires et font rapport au gouvernement central.
Avec William Paulet (en) et Walter Mildmay (en), Warwick s'attaque à l'état désastreux des finances du royaume. Son premier gouvernement succombe à la tentation d'une solution rapide et dévalue la monnaie. Le désastre économique qui s'ensuit pousse Warwick à suivre les propositions de Thomas Gresham. En 1552, la confiance dans la monnaie est restaurée, les prix baissent fortement et le commerce se développe. Mais si la reprise économique complète n'est atteinte que sous le règne d'Élisabeth Ire, son origine se trouve dans la politique du duc de Northumberland. Le régime sévit également contre les détournements de fonds généralisés des finances publiques et effectue un examen approfondi des pratiques de recouvrement des recettes, qui est « l'une des œuvres les plus remarquables de l'administration Tudor ».

## Réforme anglaise
En matière de religion, le gouvernement de Northumberland suit la même politique que celui de Somerset, soutenant un programme de plus en plus vigoureux de réforme. Bien que l'influence pratique d'Édouard VI sur le gouvernement soit limitée, son intense anglicanisme rend la mise en place d'une administration réformée obligatoire. Sa mise en œuvre est menée par le parti de la réforme, qui monte en puissance tout au long du règne d'Édouard. L'homme qui a le plus la confiance d'Édouard, Thomas Cranmer, archevêque de Cantorbéry, présente une série de réformes religieuses qui révolutionnent l'Église anglaise, la menant — en rejetant la suprématie du pape — d'un culte profondément romain à une institution réformée. La confiscation des biens de l'Église qui avait commencé sous Henri VIII reprend sous Édouard — avec notamment le détournement des recettes des offices au plus grand profit de la couronne et des nouveaux propriétaires des biens saisis. La réforme de l'Église doit donc être autant considérée comme une réforme politique que religieuse sous le règne d'Édouard VI. À la fin de son règne, l'Église catholique est ruinée, la plus grande partie des propriétés des évêques étant transférée dans les mains de l'État.
Les convictions religieuses de Somerset et de Northumberland ne sont pas connues des historiens, qui sont partagés sur la sincérité de leur protestantisme. Il y a moins de doute, cependant, sur la dévotion — certains ont parlé du fanatisme — du roi qui dit lire chaque jour douze chapitres des Écritures et apprécier les sermons, et a été qualifié par John Foxe de « lutin pieux». Édouard est représenté au cours de sa vie et par la suite comme un nouveau Josias, ce roi biblique qui détruisit les idoles de Baal. Il semble excessif dans son anti-catholicisme et demande une fois à Catherine Parr de convaincre la princesse Marie « de ne plus assister à ces danses étranges et autres joyeusetés qui ne conviennent pas à une princesse très chrétienne ». Le biographe d'Édouard, Jennifer Loach, demande toutefois de ne pas accepter trop facilement l'image pieuse d'Édouard répandue par les réformateurs, comme dans le livre très influent de John Foxe, Livre des Martyrs, où une gravure représente le jeune roi écoutant un sermon prononcé par Hugh Latimer. Dans la première partie de sa vie, Édouard suivait les pratiques catholiques en vigueur, comme assister à la messe ; mais il se laisse convaincre, par Cranmer et d'autres réformateurs figurant parmi ses tuteurs et courtisans, qu'il doit imposer la « vraie » religion en Angleterre.

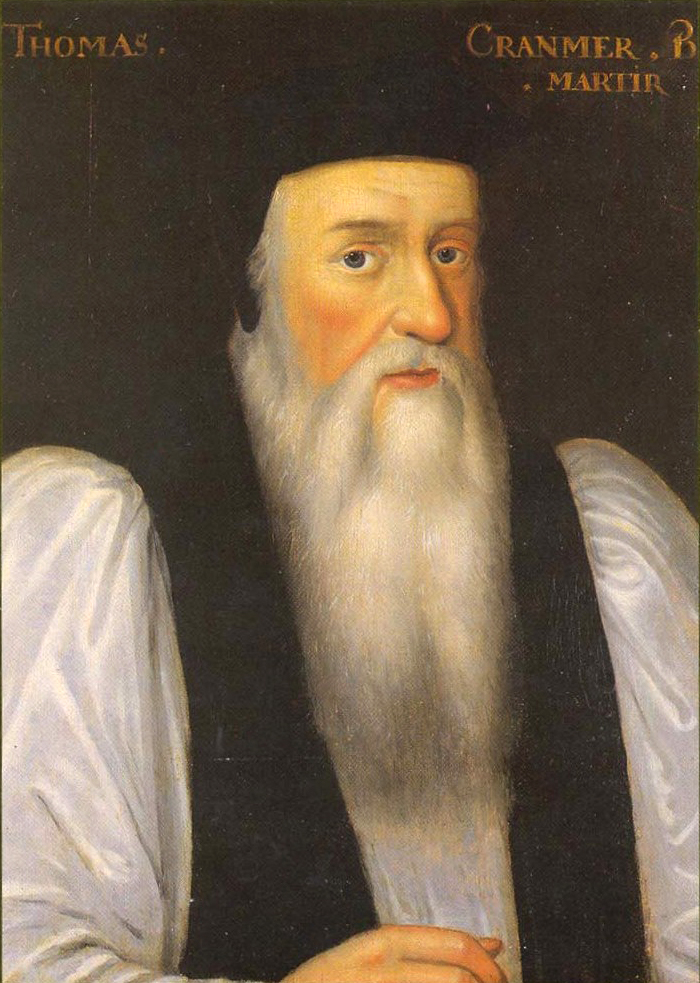
Thomas Cranmer, archevêque de Cantorbéry, exerça une profonde influence sur le roi.

La Réforme de l'Église anglaise avance sous la pression de deux tendances différentes : les traditionalistes d'une part et les intégristes de l'autre, qui vont jusqu'à mener des opérations de destruction de représentations pieuses et se plaignent que la Réforme ne va pas assez loin. La doctrine réformée devient doctrine officielle, notamment le principe de Sola fide et la communion pour les laïcs sous les deux espèces du pain et du vin comme pour le clergé. Le rite de l'ordinal de 1550 dû à Cranmer remplace l'ordination divine des prêtres avec un système de nomination géré par le gouvernement, autorisant les « ministres » à prêcher l'Évangile et administrer les sacrements, plutôt que, comme avant, à « offrir des sacrifices et célébrer la messe tant pour les vivants que pour les morts ». Cranmer se fixe la tâche d'écrire une liturgie valable pour tous en anglais, détaillant tous les offices quotidiens et hebdomadaires et les fêtes religieuses, dont l'application est rendue obligatoire dans l'Act of Uniformity 1549 (en), la loi d'uniformité de 1549. Le Book of Common Prayer, le « Livre de la prière commune » de 1549, conçu comme un compromis, est attaqué par les traditionalistes car il supprime de nombreux rituels liturgiques catholiques, tels que l'élévation du pain et du vin, alors que d'autres réformateurs se plaignent de voir conserver trop d'éléments « papistes » comme les restes de rites pénitentiels précédant la communion. Le Livre de la prière est également contesté par de nombreux responsables catholiques comme Étienne Gardiner, évêque de Winchester, et Edmund Bonner, évêque de Londres, qui sont tous deux emprisonnés à la tour de Londres et, avec d'autres religieux, privés de leur siège.
Après 1551, la Réforme va plus loin, avec l'approbation et les encouragements d'Édouard qui commence à exercer son rôle de chef suprême de l'Église. Les changements sont également une réponse aux critiques de réformateurs tels que John Hooper, évêque de Gloucester, et l'Écossais John Knox qui est employé comme « ministre » de Newcastle par le duc de Northumberland, et dont les prédications invitent la cour du roi à s'opposer à la communion à genoux. Cranmer est également influencé par les opinions d'origines continentales des réformateurs Martin Bucer, qui meurt en Angleterre en 1551, Pierre Martyr qui enseigne à Oxford et d'autres théologiens étrangers. Les progrès de la Réforme s'accélèrent avec la nomination de nouveaux évêques réformateurs. Au cours de l'hiver de 1551 à 1552, Cranmer réécrit le Livre de la prière commune en termes moins ambigus, révise le droit canonique et prépare un énoncé de la doctrine, les « Quarante-deux articles », pour préciser les pratiques de la religion réformée, en particulier sur le problème de la communion qui divise la communauté religieuse. La formulation de Cranmer suivant la religion réformée et privant la communion de toute notion de présence réelle de Dieu dans le pain et le vin, supprime en fait la messe. Selon Elton, la publication du Livre de la prière révisé en 1552, soutenu par une deuxième loi d'uniformité, « marque l'arrivée de l'Église d'Angleterre au protestantisme ». Le Livre de la prière de 1552 reste le livre fondamental des offices de l'Église d'Angleterre. Cependant, Cranmer ne peut mettre en œuvre toutes ces réformes lorsqu'il devient évident, au printemps 1553, que le roi Édouard, de qui dépend toute la Réforme en Angleterre, est mourant.

## Crise de succession

### Testament

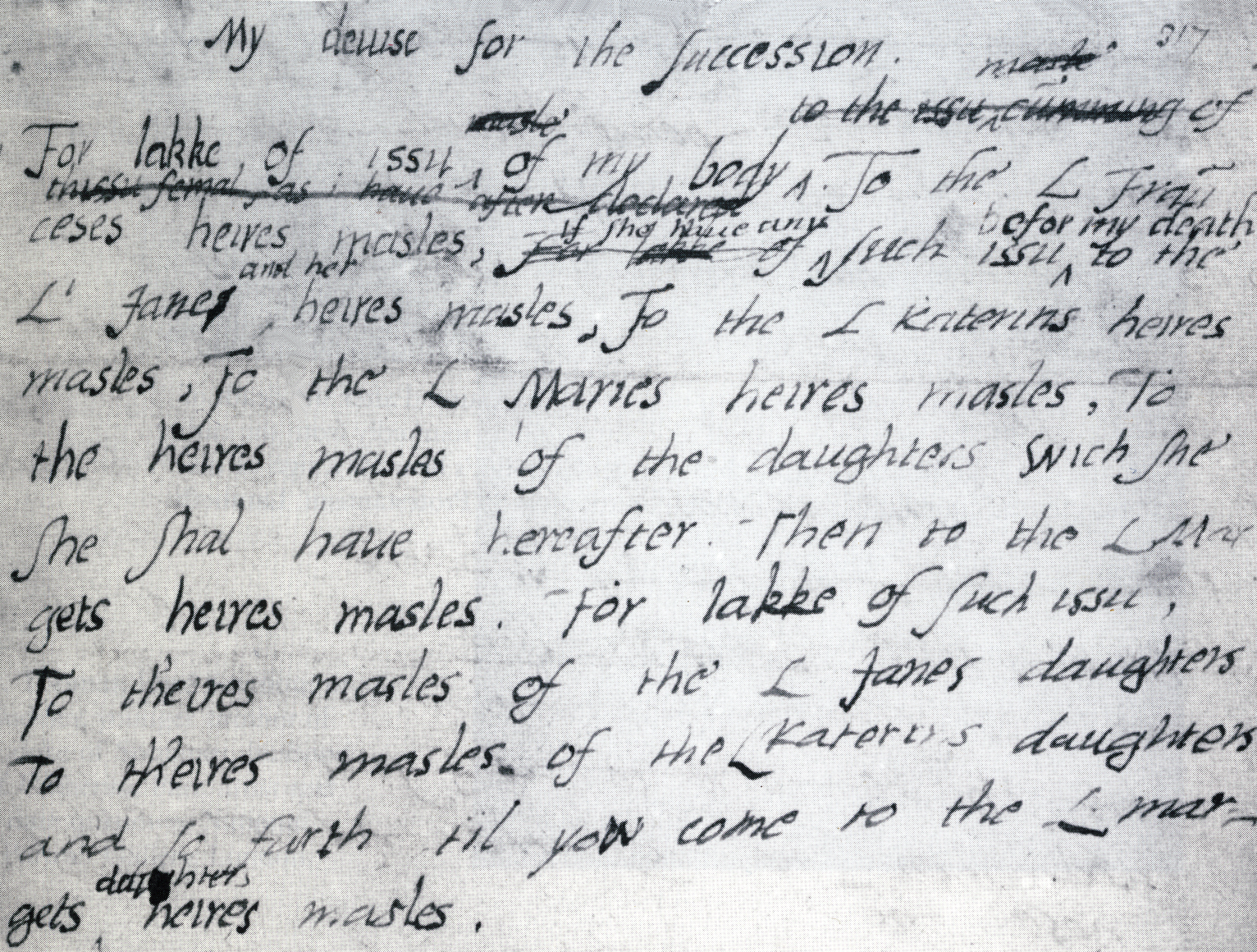
Le testament d'Édouard VI.

En janvier 1553, Édouard VI tombe malade et, en juin, après plusieurs périodes d'améliorations et de rechutes, se trouve dans un état désespéré. Or, si, après sa mort, le roi est remplacé par sa sœur catholique Marie, la Réforme anglaise risque d'être en péril et les conseillers du souverain ont de nombreuses raisons de craindre une telle situation. Pourtant, Édouard est également opposé à voir son autre sœur Élisabeth lui succéder : il ne veut pas légitimer la montée d'une femme sur le trône. Dans son projet de testament politique intitulé My devise for the succession, « Ma conception de la succession », Édouard entreprend de modifier sa succession, il écarte les princesses Marie et Élisabeth et veut transmettre la Couronne à sa cousine, Jeanne Grey, 16 ans, qui s'en était vue écartée. Le 21 mai 1553, au cours d'un triple mariage « avec un faste royal», Jeanne épouse Guilford Dudley, fils cadet du duc de Northumberland, tandis que les sœurs de Jeanne et de Guildford, prénommées toutes les deux Catherine, épousent respectivement le comte de Pembroke et l'héritier du comte de Huntingdon.
Au début du mois de juin, Édouard supervise personnellement l'élaboration de la version finale de son testament par les avocats et il appose sa signature à « six endroits différents sur le document ». Puis, le 15 juin, sous l'œil vigilant du duc de Northumberland, il convoque les hauts magistrats et les avocats autour de son lit, leur ordonnant « avec des mots tranchants et le visage coléreux » de faire allégeance et de traduire ses volontés sous forme de lettres patentes qu'il veut voir adoptées par le Parlement. Puis, il oblige ses conseillers et les avocats à signer un document en sa présence, par lequel ils s'engagent à exécuter fidèlement ses volontés après sa mort. Plus tard, lorsqu'il présente ses excuses à la reine Marie pour son rôle dans l'affaire quelques mois plus tard, le juge en chef Édouard Montagu rappelle que, lorsque ses collègues et lui ont soulevé des objections juridiques à la validité du document, Northumberland les avait menacés « tremblant de colère, et… en outre a dit qu'il se battra jusqu'au bout pour cette affaire ». Plus tard, Édouard leur demande personnellement leur obéissance et Montagu entend un groupe de seigneurs debout derrière lui conclure « s'ils refusent de le faire, ce sont des traîtres ». Enfin, le 21 juin, le document est signé par plus d'une centaine de notables, comme les conseillers du roi, les pairs, des archevêques, des évêques et les shérifs. Beaucoup d'entre eux prétendront plus tard avoir été victimes d'intimidation de la part de Northumberland et trois comtes acceptèrent de donner leur accord contre des concessions substantielles de terre.
Tout le monde sait maintenant qu'Édouard est mourant et certains commencent à vouloir éliminer Marie. La France, pour qui la perspective de voir la cousine de l'empereur sur le trône d'Angleterre apparaît désagréable, soutient Northumberland. Les diplomates étrangers, même si certains pensent que l'écrasante majorité du peuple anglais soutient Marie, sont néanmoins convaincus que Jeanne sera nommée reine sans problème : « La possession du pouvoir est une question de grande importance, en particulier chez des barbares comme les Anglais », écrit ainsi Simon Renard à Charles Quint.
Henri VIII a créé un précédent lorsqu'il a lui-même nommé et exclu ses héritiers de son propre chef, indépendamment des règles de succession traditionnelles. Édouard s'est souvent exercé à élaborer des documents politiques. Dans sa dernière année d'existence, il met de plus en plus en pratique cette méthode pour participer à l'activité réelle du gouvernement. Ce document est son premier projet pour « régler sa succession ». Édouard prévoit, s'il n'a pas lui-même de descendant, d'avoir une succession faite uniquement d'héritiers mâles, c'est-à-dire des fils de Jeanne Grey ou de ses sœurs. À l'approche de sa mort et peut-être convaincu par Northumberland, il accepte de modifier le testament pour que Jeanne et ses sœurs puissent elles-mêmes être reines. Pourtant, Édouard considère ce cas comme une exception à la règle du sexe masculin, exigée par la réalité, un exemple à ne pas suivre si elle ou ses sœurs n'ont que des filles. Logiquement, en suivant ce raisonnement, c'est Frances Grey, duchesse de Suffolk, mère de Jeanne et nièce d'Henri VIII, qui devrait être désignée comme héritière d'Édouard, mais écartée au profit de ses enfants par la volonté d'Henri, elle semble avoir renoncé à ses droits après une visite à Édouard. Les lettres patentes du 21 juin excluent ses deux demi-sœurs, que son père a déclaré bâtardes, de sa succession ; il ne peut écarter Marie la catholique, sans faire de même pour Élisabeth la protestante. Les dispositions prises dans la lettre patente modifiant la succession au profit de Jeanne Grey sont une violation du Troisième Acte de Succession de 1543 et est, à ce titre un acte de trahison, selon la loi de Trahison de 1547. Certains la considèrent comme le résultat d'un raisonnement précipité et illogique.

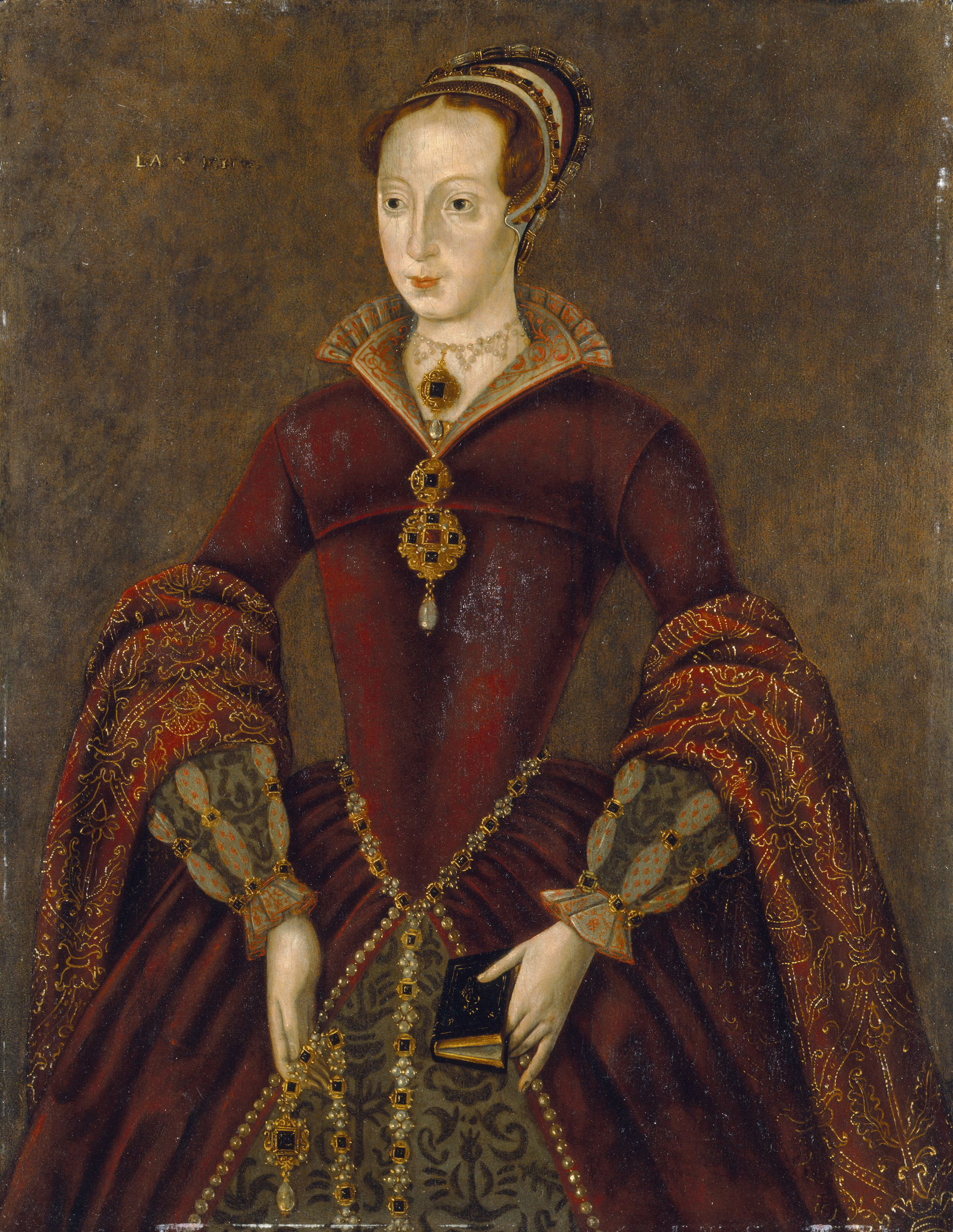
Jeanne Grey qui fut proclamée reine quatre jours après la mort d'Édouard.

Pendant des siècles, cette tentative de modifier la succession a surtout été considérée comme l'œuvre d'un seul homme : le duc de Northumberland. Depuis les années 1970, cependant, de nombreux historiens attribuent cette modification et l'insistance de sa mise en œuvre au seul roi,. Diarmaid MacCulloch a établi qu'Édouard adolescent « avait rêvé de fonder un royaume évangélique du Christ », tandis que David Starkey déclare : « Édouard avait deux assistants mais le chef, c'était lui ». Parmi les autres membres de la Chambre privée, John Gates, ami intime de Northumberland, est soupçonné d'avoir suggéré au souverain de changer le testament de telle sorte que Jeanne Grey puisse hériter de la Couronne, et pas seulement ses fils. Quelle que soit sa part de contribution au texte, Édouard est convaincu que sa parole est la loi et souscrit pleinement à la décision de déshériter ses demi-sœurs : « Avoir à écarter Marie de sa succession est une cause à laquelle le jeune roi croit ».

### Maladie et mort
Édouard tombe malade en janvier 1553 après avoir disputé une partie de raquettes par un froid glacial. Il a de la fièvre, tousse et son état général se dégrade progressivement. L'ambassadeur de Charles Quint, Jean Scheyfve (en), indique : « il souffre beaucoup quand il a de la fièvre, surtout car il a de la peine à trouver son souffle, par suite de la compression des organes sur le côté droit… Je tends à penser que c'est un signe de Dieu. » Début avril, Édouard se sent suffisamment bien pour aller prendre l'air dans le parc de Westminster et se rendre jusqu'à Greenwich mais, à la fin du mois, il est de nouveau très faible. Le 7 mai, il a beaucoup changé et ses médecins ne doutent pas qu'il va guérir. Quelques jours plus tard, le roi regarde les bateaux sur la Tamise, assis à sa fenêtre. Cependant, il rechute et, le 11 juin, Scheyfve, qui a un informateur dans la maison du roi, indique que « ce qu'il crache est parfois de couleur verdâtre, jaune et noir ou parfois rose, comme teinté de sang ». Maintenant, ses médecins croient qu'il souffre d'une « tumeur suppurée du poumon » et admettent qu'il est au-delà de toute possibilité de guérison. Bientôt, ses jambes sont tellement œdématiées qu'il doit rester allongé sur le dos et il a perdu toute volonté de résister à la maladie. Pour son tuteur, John Cheke, il aurait murmuré : « Je suis heureux de mourir ».
Édouard fait sa dernière apparition en public le 1er juillet, quand il se montre à la fenêtre de son palais de Greenwich, terrifiant ceux qui le voient dans un tel état. Les deux jours suivants, une foule nombreuse vient au palais dans l'espoir de voir le roi à nouveau, mais le troisième jour, on leur dit que le temps est trop froid pour qu'il puisse apparaître. Édouard décède à l'âge de 15 ans, au palais de Greenwich, le 6 juillet 1553. Selon le récit légendé de sa mort par John Foxe, ses derniers mots sont : « Je suis malade ; Seigneur, ayez pitié de moi, et prenez mon âme ». Il est enterré dans la chapelle de la Vierge à l'abbaye de Westminster le 8 août 1553 selon le rite réformé célébré par Thomas Cranmer. Le cortège est conduit par un « grand nombre d'enfants en surplis » et les Londoniens « en pleurs et en larmes » regardent passer le char funèbre, couvert d'un drap d'or, surmonté d'une effigie du souverain, de la couronne, du sceptre et de la jarretière. Au même moment, la reine Marie assiste à une messe pour son âme à la tour de Londres où Jeanne Grey est déjà emprisonnée.
La cause du décès d'Édouard VI n'est pas connue avec certitude. Comme de nombreux autres décès royaux au XVIe siècle, les rumeurs d'empoisonnement abondent, mais aucune preuve n'est trouvée à cet appui. Le duc de Northumberland, dont l'impopularité va apparaître dans les événements qui suivent la mort du roi, est largement soupçonné d'avoir ordonné l'empoisonnement. Une autre théorie estime qu'Édouard a été empoisonné par les catholiques qui cherchent à porter Marie sur le trône. Le chirurgien qui a ouvert la poitrine d'Édouard après sa mort a constaté que « la maladie qui a causé la mort de sa majesté est une maladie des poumons ». L'ambassadeur de Venise prétend que le roi est mort de « consomption », en d'autres termes de tuberculose : un diagnostic accepté par de nombreux historiens. Skidmore estime qu'Édouard a contracté la tuberculose après son épisode de rougeole et de variole en 1552 qui a supprimé son immunité naturelle à la maladie. Loach suggère plutôt que ses symptômes étaient typiques d'une bronchopneumonie aiguë, conduisant à une « infection pulmonaire suppurée », une septicémie, et une insuffisance rénale.

### Lutte pour le trône

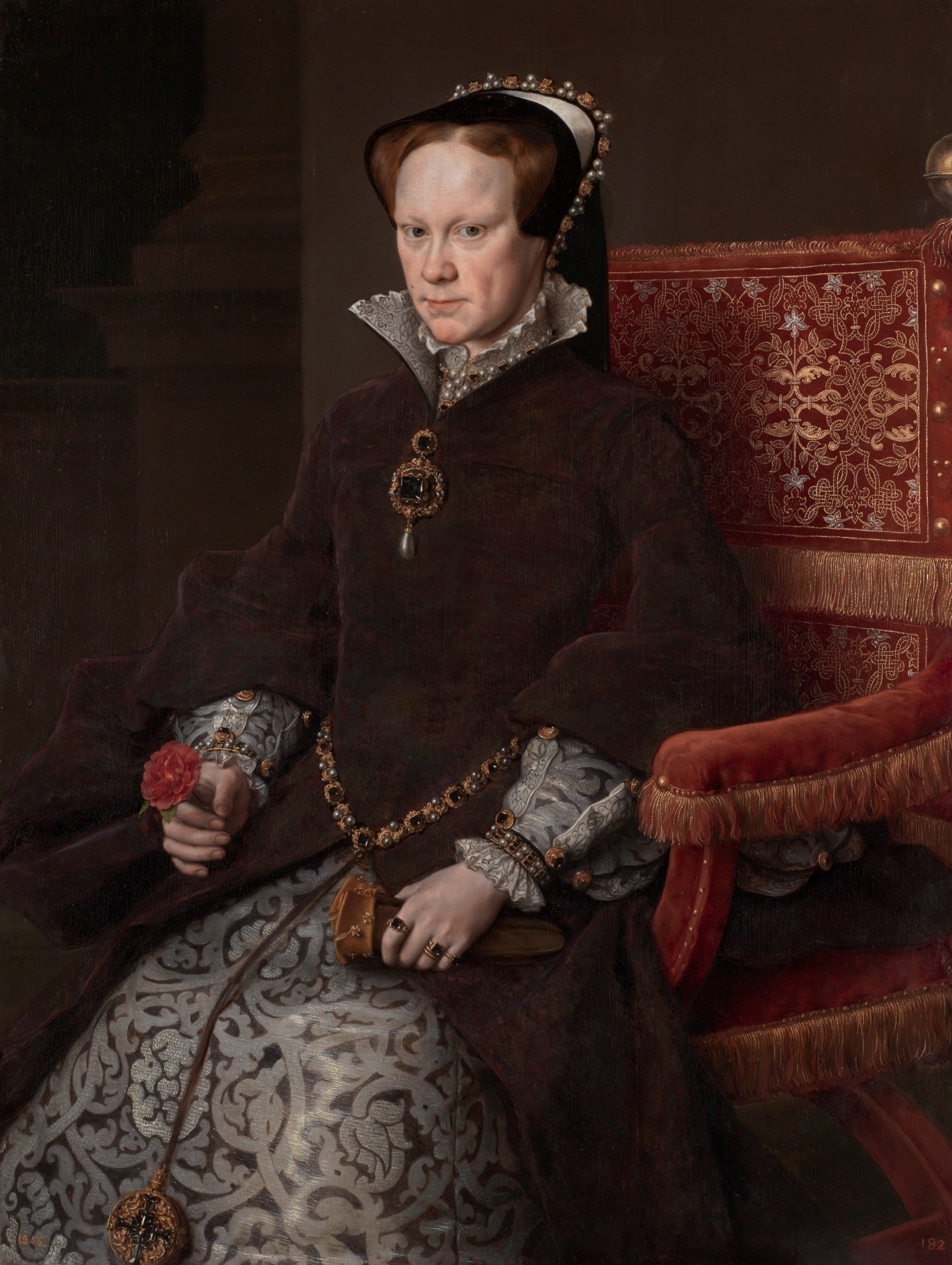
La reine Marie Ire (reine d'Angleterre) par Antonio Moro, 1554.

La princesse Marie, qui a vu son frère pour la dernière fois en février, est tenue informée de son état de santé par Northumberland et par ses contacts avec les ambassadeurs impériaux. Charles Quint lui conseille d'accepter le trône, même si elle doit changer de religion pour y accéder. Consciente de la mort imminente d'Édouard, elle quitte son domicile de Hunsdon House, près de Londres, et se retire sur ses terres près de Kenninghall dans le Norfolk, où elle sait qu'elle peut compter sur le soutien de la population. Northumberland envoie des navires sur la côte du Norfolk pour l'empêcher de s'échapper ou de permettre l'arrivée de renforts du continent. Il retarde l'annonce de la mort du roi alors qu'il organise ses troupes, et Jeanne Grey est conduite à la tour le 10 juillet. Le même jour, elle est proclamée reine alors que dans les rues de Londres la foule murmure son mécontentement. Le Conseil privé reçoit un message de Marie affirmant ses « droit et titre » au trône et ordonnant au Conseil de la proclamer reine, comme elle s'est déjà elle-même proclamée. Le Conseil lui répond que Jeanne est reine de par la volonté d'Édouard et Marie, en revanche, n'a pas droit au titre et n'est soutenue que par « quelques gens du peuple ignorants ».
Northumberland se rend vite compte qu'il avait mal calculé sa façon d'agir, au moins pour avoir omis de placer Marie sous son contrôle avant la mort d'Édouard. Même si beaucoup de ceux qui se rallient à Marie sont des conservateurs souhaitant la défaite de l'anglicanisme, ses partisans, pour qui elle est l'héritière légitime du trône en dehors de toutes considérations religieuses, sont également nombreux. Northumberland est obligé de renoncer au contrôle d'un Conseil nerveux à Londres et de se lancer à la poursuite imprévue de Marie dans l'Est-Anglie, d'où arrivent des nouvelles du soutien croissant qu'elle reçoit, y compris d'un certain nombre de nobles, de gentilshommes et d'« innombrables catégories populaires ». Le 14 juillet, Northumberland quitte Londres avec trois mille hommes, pour atteindre Cambridge le lendemain. En attendant, Marie rassemble ses forces au château de Framlingham, dans le Suffolk, où elle a levé une armée de près de vingt mille hommes le 19 juillet.
Le Conseil privé comprend qu'il a commis une grave erreur. Dirigé par le comte d'Arundel et le comte de Pembroke, le Conseil proclame publiquement Marie reine. Le règne de neuf jours de Jeanne a pris fin. La proclamation déclenche une joie délirante dans tout Londres. Bloqué à Cambridge, Northumberland doit proclamer lui-même à son tour Marie reine, obligé de le faire par une lettre du Conseil. William Paget et le comte d'Arundel se rendent à Framlingham demander pardon à Marie, et Arundel arrête Northumberland le 24 juillet. La nouvelle souveraine commence par faire emprisonner Jeanne Grey et son époux dans les geôles de la tour de Londres sous l'inculpation de haute trahison, puis décapiter le 22 août le duc de Northumberland, peu de temps après qu'il a renoncé à l'anglicanisme. Son exécution consterne sa bru, Jeanne, qui le suit sur l'échafaud le 12 février 1554, après l'implication de son père dans la rébellion de Wyatt.

## Héritage

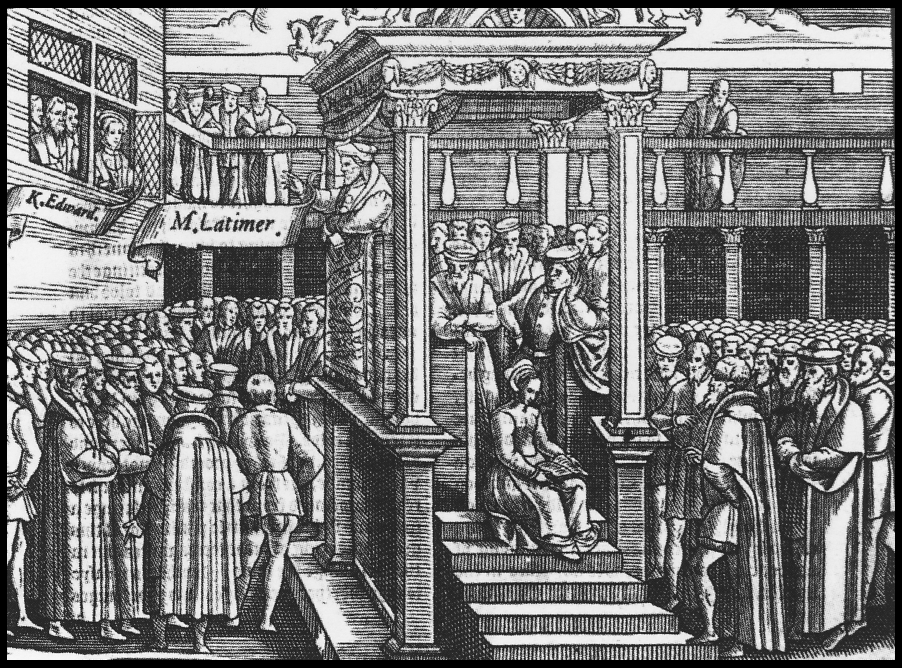
Gravure montrant Hugh Latimer prêchant devant le roi et une foule de courtisans dans le jardin du palais de Whitehall. Publié dans le Livre des Martyrs de John Foxe en 1563.

Bien qu'Édouard VI n'ait régné que six ans et soit mort à l'âge de 15 ans, son règne a apporté une contribution durable à la Réforme anglaise et à la structure de l'Église d'Angleterre. La dernière décennie du règne d'Henri VIII avait vu l'abandon d'une partie de la Réforme et le retour à des valeurs plus conservatrices. En revanche, le règne d'Édouard VI a connu des progrès radicaux. Au cours des six années de son règne, l'Église anglaise passe d'une liturgie essentiellement catholique à ce qui est habituellement considéré comme un culte à la fois catholique et réformé. En particulier, l'introduction du Livre de la prière commune, l'ordinal de 1550, et les Quarante-deux articles de Cranmer constituent toujours la base des pratiques de l'Église d'Angleterre. Édouard VI lui-même a pleinement approuvé ces changements, et s'ils sont l'œuvre de réformateurs tels que Thomas Cranmer, Hugh Latimer et Nicholas Ridley, soutenus par un Conseil du roi résolument évangélique, le roi a été un catalyseur dans l'accélération de la réforme au cours de son règne.
La reine Marie ire, qui a tenté de défaire le travail de réforme de son frère, a dû faire face à des obstacles majeurs. En dépit de sa croyance en la suprématie du pape, elle a approuvé la Constitution qui l'a faite chef suprême de l'Église d'Angleterre, une contradiction qui va la gêner. Elle s'est trouvée incapable de récupérer un grand nombre de propriétés ecclésiastiques qui ont été données ou vendues à des propriétaires privés. Même si elle fait périr sur le bûcher un certain nombre des principaux chefs de l'Église anglicane, de nombreux réformateurs, soit en exil, soit restés subversivement actifs en Angleterre au cours de son règne, vont mener une propagande qu'elle est incapable d'enrayer. Néanmoins, l'anglicanisme n'est pas encore « ancré dans le cœur » » du peuple anglais et, si elle avait vécu plus longtemps, il est probable que sa tentative de reconstruction de l'Église catholique aurait pu réussir, faisant du règne d'Édouard VI , plutôt que du sien, une aberration historique.
À la mort de Marie ire en 1558, la Réforme anglaise repart de l'avant et la plupart des réformes mises en place pendant le règne d'Édouard VI sont réintégrées dans le règlement élisabéthain. La reine Élisabeth Ire remplace les conseillers et les évêques nommés par sa sœur par ceux de son frère, comme William Cecil, ancien secrétaire de Northumberland, et Richard Cox, ancien précepteur du roi, qui prononce un discours contre l'Église catholique à l'ouverture du Parlement en 1559. Le Parlement adopte une nouvelle loi d'uniformité au printemps suivant qui restaure, avec quelques modifications, le Livre de la prière de Cranmer de 1552 ; et les Trente-neuf articles de 1563 sont en grande partie basés sur les Quarante-deux articles de Cranmer. Les développements théologiques du règne d'Édouard VI fournissent une source essentielle de référence pour la politique religieuse d'Élisabeth ire, bien que l'internationalisme de la Réforme d'Édouard VI n'ait jamais été repris.

## Dans les arts et la culture populaire

### Filmographie
Édouard VI a été joué à l'écran par :

#### Cinéma
- 1937 : Robert Mauch dans Le Prince et le Pauvre
- 1953 : Rex Thompson dans La Reine vierge (1953) et Le Prince et le Pauvre
- 1977 : Mark Lester dans Le Prince et le Pauvre
- 1986 : Warren Saire dans Lady Jane

#### Télévision

##### Série
- 1971 : Jason Kemp dans Elizabeth R (en)
- 2007 : Eoin Murtagh et Jake Hathaway dans Les Tudors
- 2022 : Oliver Zetterström dans Becoming Elizabeth

## Ascendance

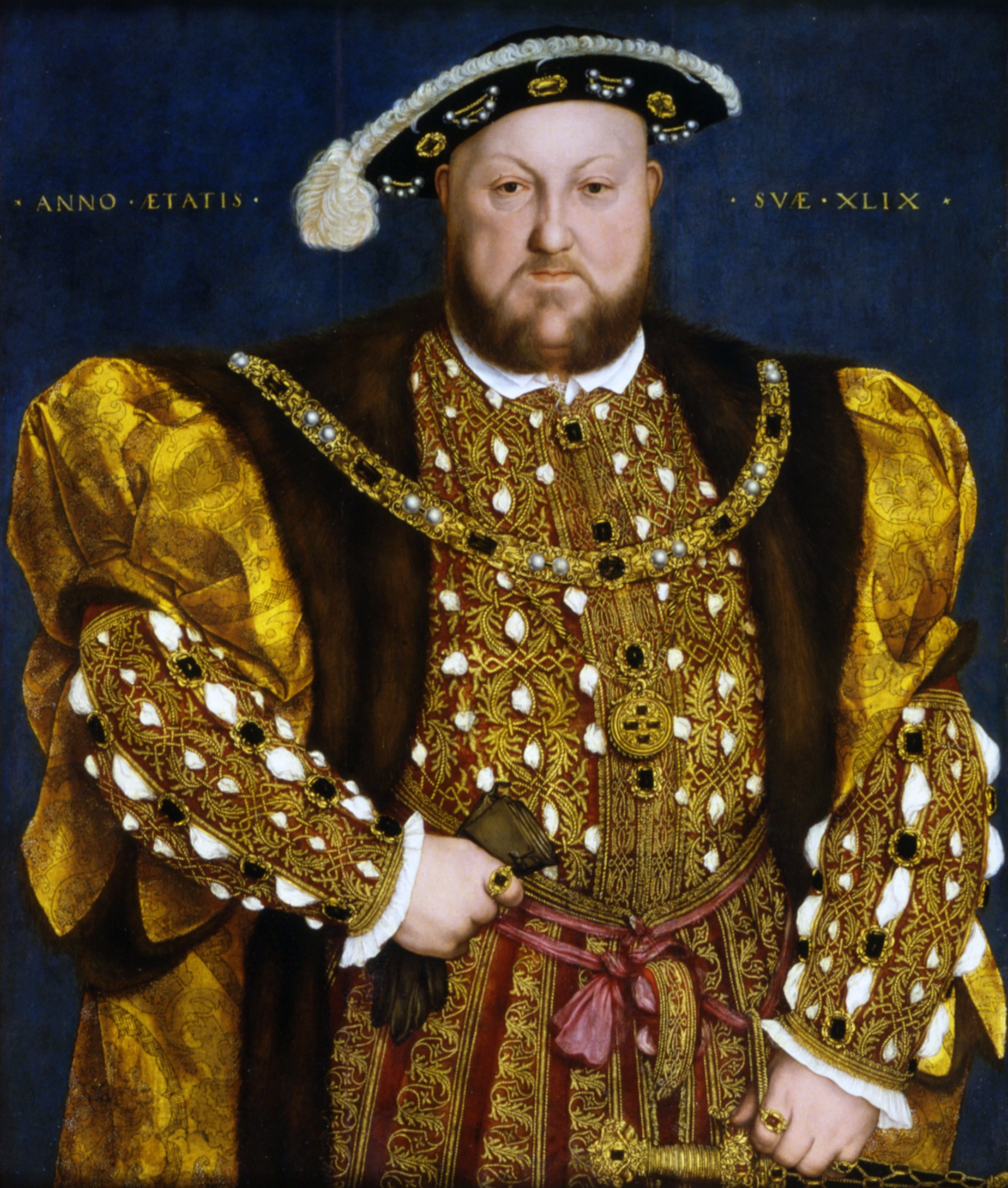
Henri VIII, son père.
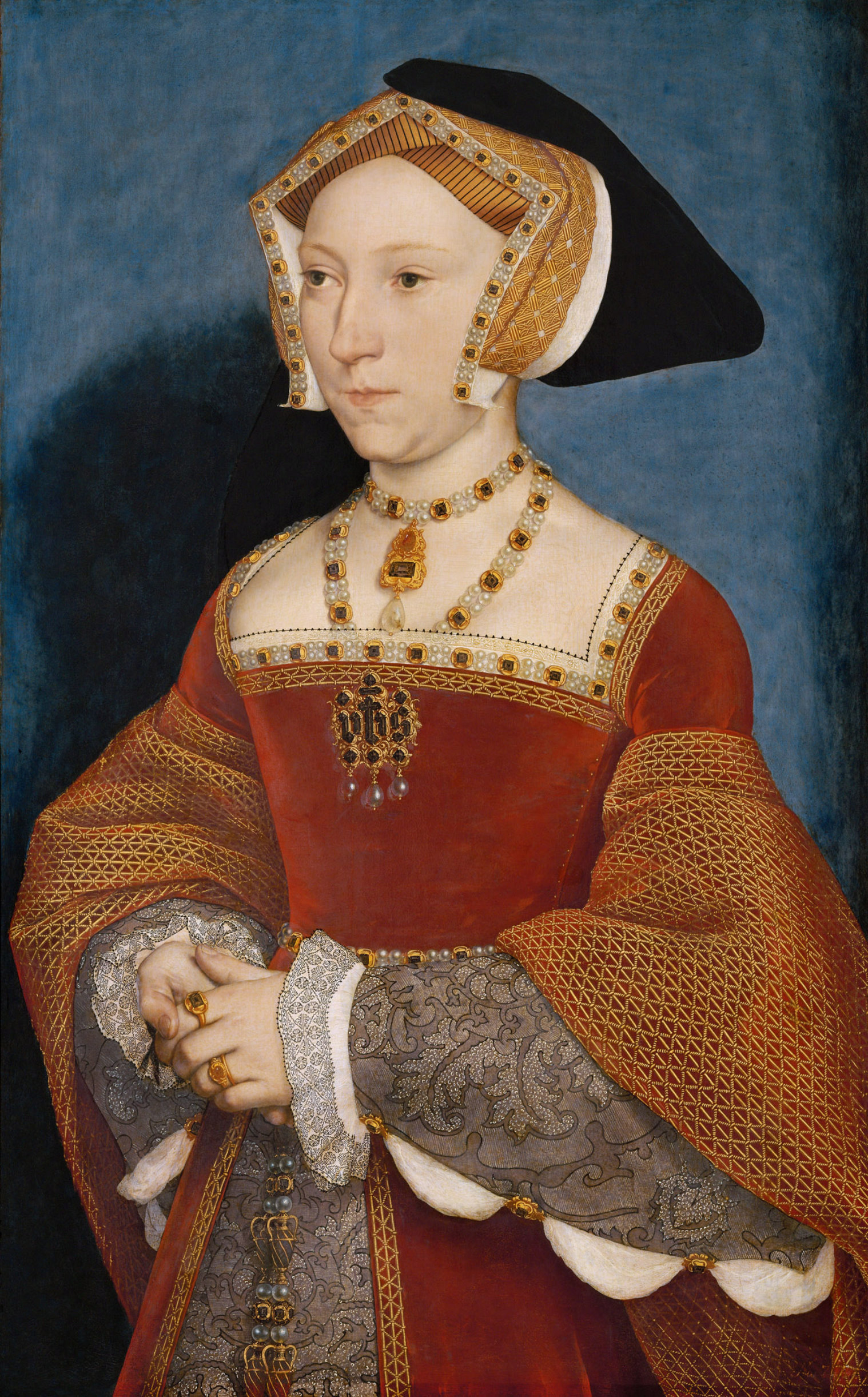
Jeanne Seymour, sa mère.
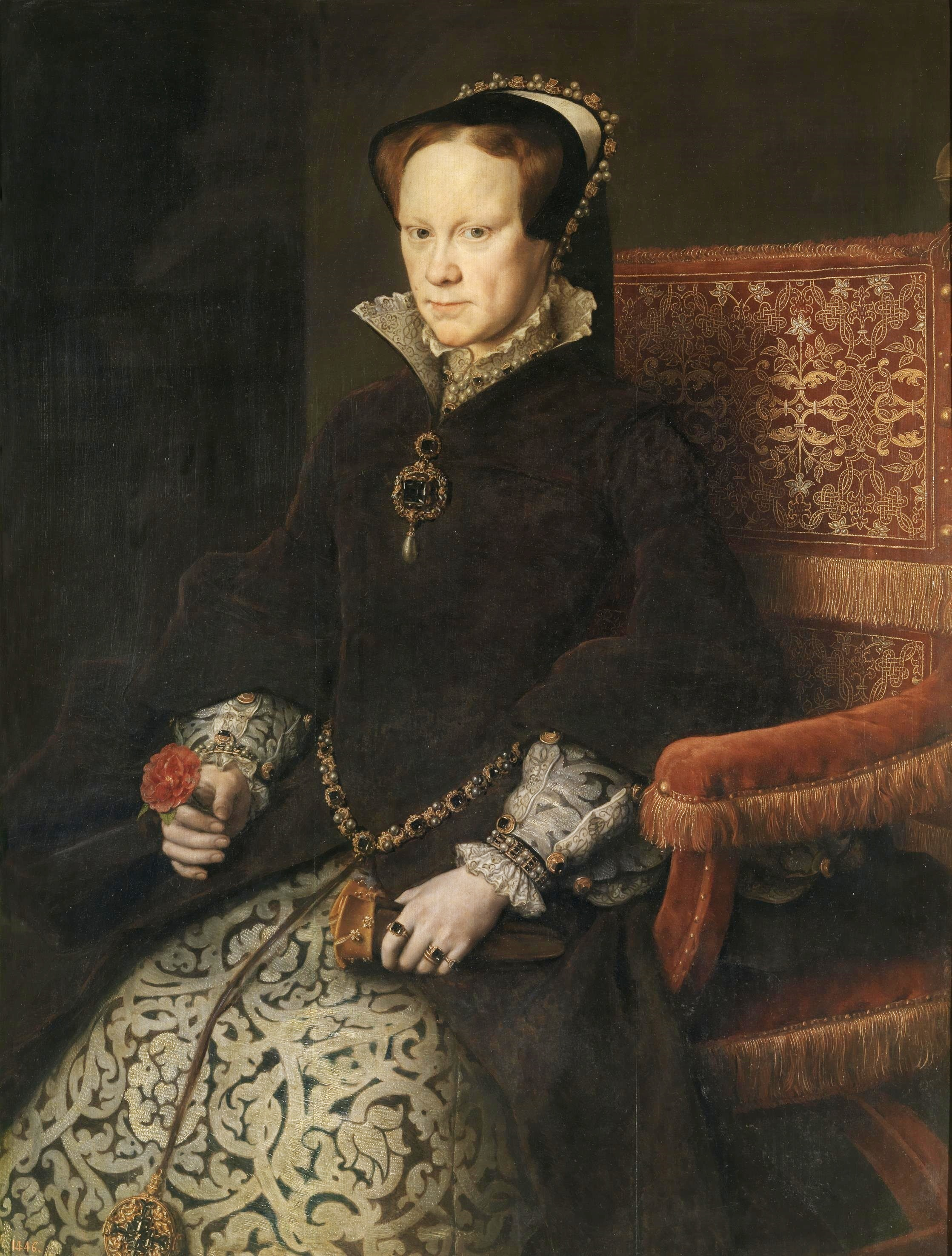
Marie Ire, sa demi-sœur.
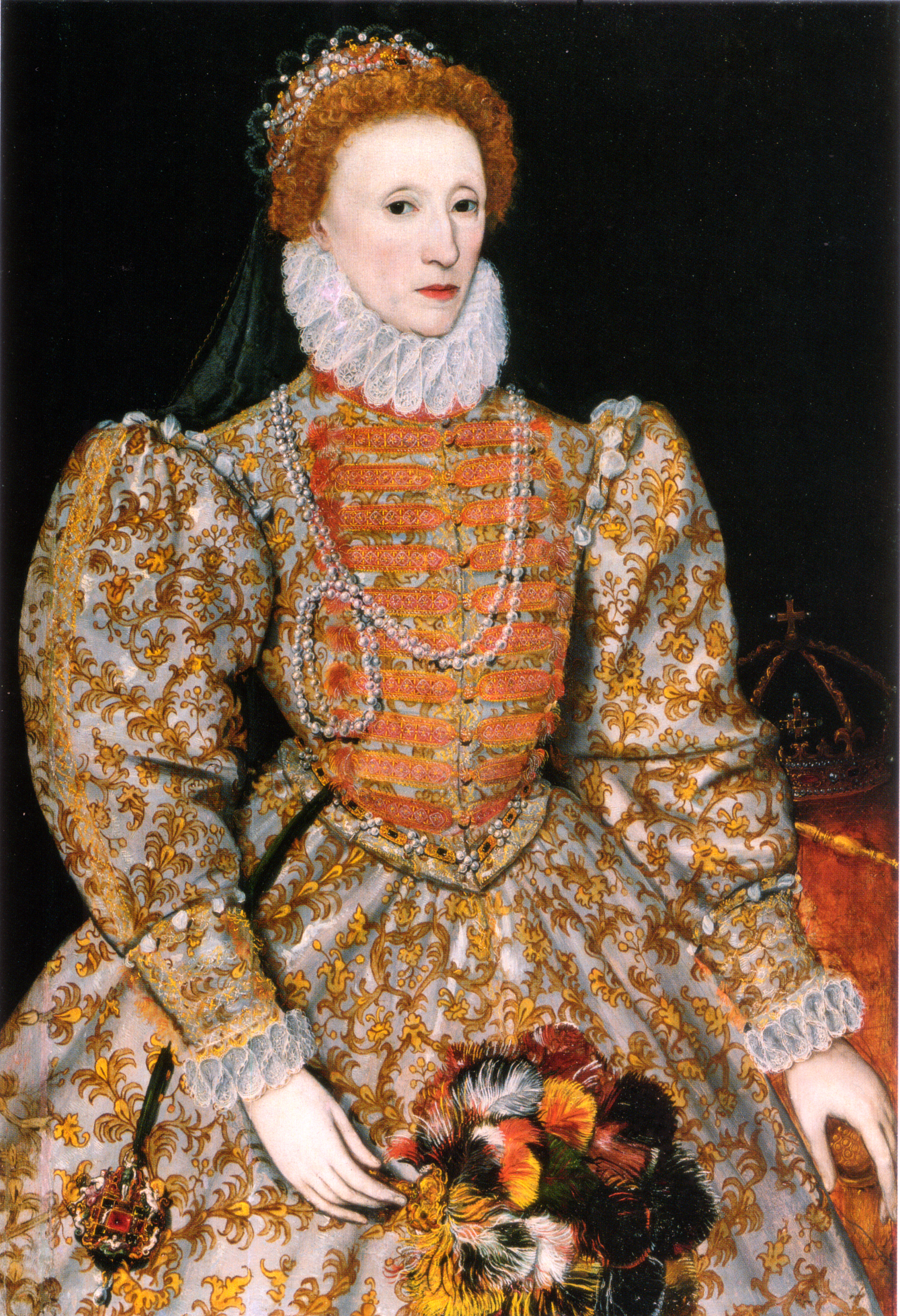
Élisabeth Ire, son autre demi-sœur.